# كارول هابارد
كارول هابارد هو محامي وسياسي أمريكي، ولد في 7 يوليو 1937 في موراي في الولايات المتحدة. نشط حزبياً في الحزب الديمقراطي. في انتخابات مجلس النواب الأمريكي 1990 ‏، انتخب عضو مجلس النواب الأمريكي ‏ عن دائرة الدائرة الانتخابية الكونغرسية الأولى في كنتاكي ‏ وقد انضم خلال فترته النيابية ‏ (3 يناير 1991 – 3 يناير 1993) للكتلة البرلمانية الحزب الديمقراطي وانتخب عضو مجلس النواب الأمريكي ‏.